# ザ・ワールド (旅客船)
ザ・ワールド（The World）は、米国レジデンシー社が運航するバハマ船籍のクルーズ客船。世界最初にして唯一のマンション型客船として知られる。

## 概要
ノルウェー王国のフーセン造船所で2002年に竣工した。
通常のクルーズ客船とは違って、キャビンはレジデンスまたはスタジオと呼ばれ「分譲マンション」のように販売されており、キャビンのオーナーは自宅感覚で居住、自由に乗降できるシステムになっている。
キャビンの購入にあたっては最低でも資産10億円以上が必要である。また、身元調査に合格し高額な維持管理費を支払えることも条件となる。乗客のプライバシーとセキュリティのため、詳細はコースや日程、乗客数などは非公開であり、寄港後も各々がハイヤーで個別に移動するという。
就航以来、世界の歴史的文化的都市やリゾート地などを巡る船であり、その行き先はキャビンのオーナーである乗客が「自治会」で決定するとされる。同じ港に2度寄港することは無く、斯様な規則で運航されているとされる。
ただし例外として日本の神戸港には2006年4月（5日間）と2009年9月（3日間）と2014年9月と2017年4月、2024年7月に5度寄港しているほか、小樽港にも3度寄港している。また高松港にも2度寄港している。

## 施設・ファシリティ
- レストラン6つ
- ライブラリ
- ナイトクラブ
- カジノ
- シネマ
- ジム
- スパ
- プール
- ゴルフ設備

## キャビン
- アパートメント・レジデンス：タイプA - 2ベッドルーム・2バスルーム、102.8m2 / 1,106ft2
- アパートメント・レジデンス：タイプB - 2ベッドルーム・2バスルーム、129.2m2 / 1,391ft2
- アパートメント・レジデンス：タイプC - 3ベッドルーム・3バスルーム、163.4m2 / 1,758ft2
- アパートメント・レジデンス：タイプD - 3ベッドルーム・3バスルーム、181.7m2 / 1,956ft2
- アパートメント・レジデンス：タイプE1 - 3ベッドルーム・3バスルーム、301.2m2 / 3,242ft2
- アパートメント・レジデンス：タイプE2 - 4ベッドルーム・3 1/2バスルーム、286.7m2 / 3,086ft2
- スタジオ・アパートメント：タイプSA6 - 1ベッドルーム・1バスルーム、62.7m2 / 674ft2
- スタジオ・レジデンス：タイプSR4 - 1バスルーム付きスタジオ、31.3m2 / 337ft2

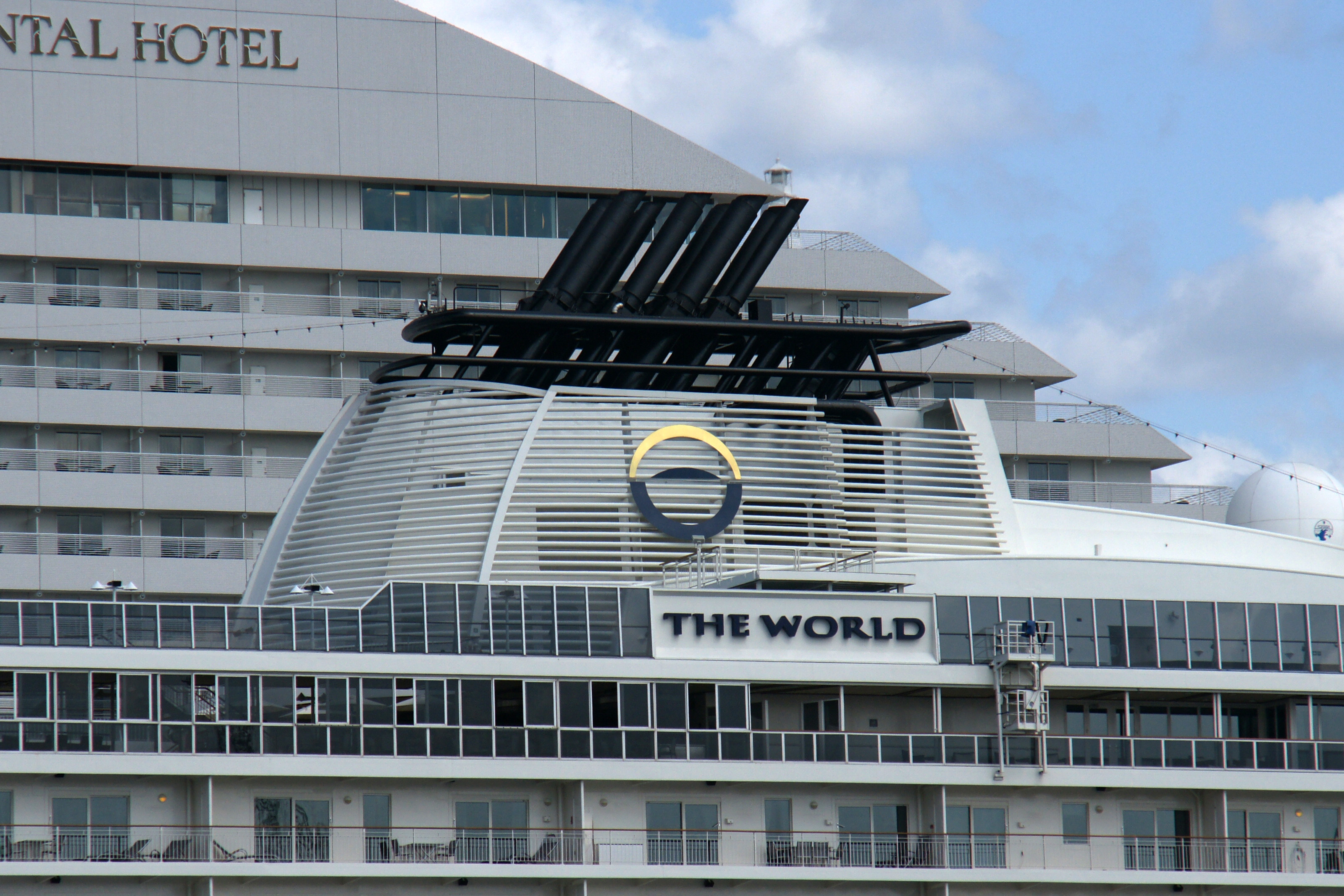
ファンネル
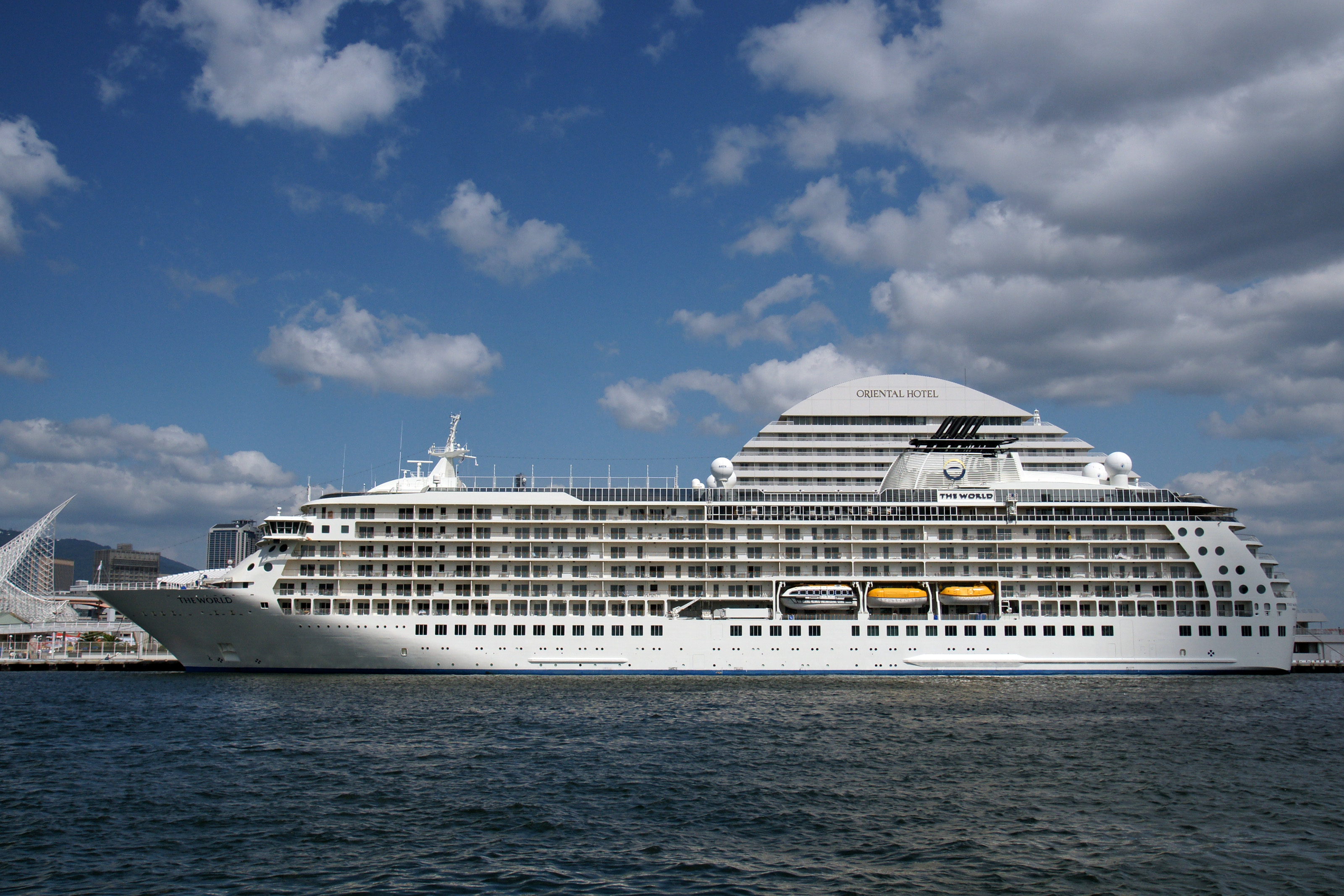
左舷全景
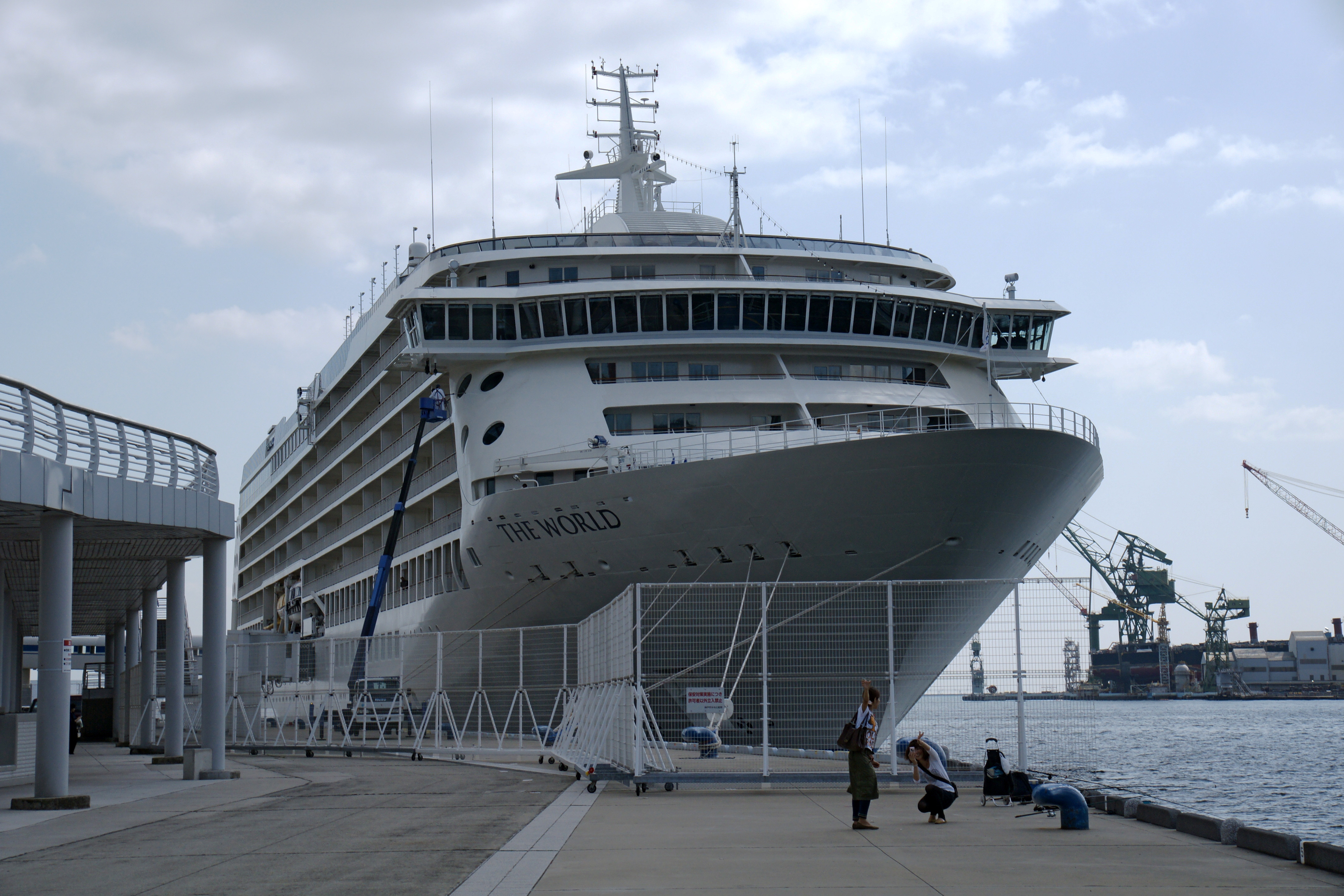
船首
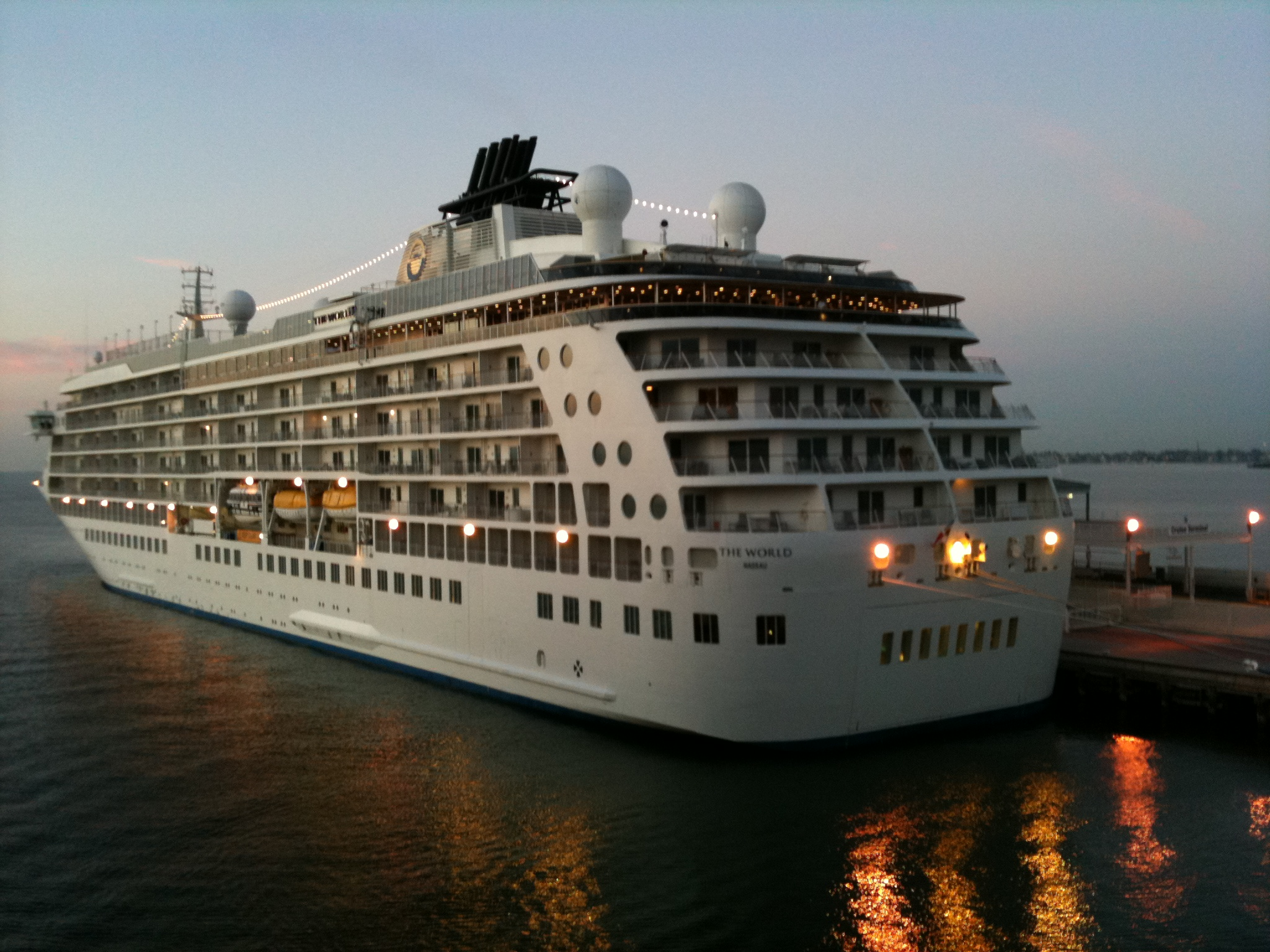
船尾